# 日野重子
日野 重子（ひの しげこ、応永18年（1411年） - 寛正4年8月8日（1463年9月20日））は、室町時代中期の女性。日野家出身。室町幕府6代将軍・足利義教の側室。日野重光の子。7代将軍・足利義勝、8代将軍・足利義政の生母。兄は日野義資で、その孫が日野勝光、日野富子。義教の正室宗子は姉で、烏丸資任は従弟にあたる。大方殿と呼ばれた。

## 生涯
永享6年（1434年）に義勝、永享8年（1436年）に義政を産む。嘉吉の乱で夫・義教が殺害された後、幼年の義勝や義政を補佐して幕政に関与した。本来は幼少の将軍の後見として前将軍の正室に期待されるところであったが、姉の宗子は義教の存命中に離縁を命じられてそのまま出家させられ、次の正室である正親町三条尹子は義勝の養母であるにもかかわらず、夫の死後に直ちに剃髪してしまったために、生母である重子がその役割を果たす必要があった。
その後、義政の寵愛を受けた乳母・今参局と対立した。今参局が畠山徳本と連携したのに対抗して、重子は細川勝元と結ぶことになる。今参局は義政正室富子の産んだ子が早世したのが彼女の呪詛のためとされて流刑にされ、長禄3年（1459年）、自害させられるが、これは富子の指示とも重子の指示とも言われる。
寛正4年8月8日（1463年9月20日）に死去。それに伴い、斯波義敏、畠山義就が赦免された。法名は勝智院殿万山性寿大禅定尼。

## 関連作品
- 『幻花』（NET、1977年） 演：三益愛子
- 『花の乱』（NHK大河ドラマ、1994年） 演：京マチ子